# Araburg
Araburg – ruiny zamku w pobliżu miasteczka Kaumberg, w powiecie Lilienfeld, na górze Araberg na południu Dolnej Austrii, nad rzeką Tristing. Zamek położony był na wysokości 800 m n.p.m. i był najwyżej położonym zamkiem w Dolnej Austrii.

## Historia
Zamek wybudowany w XII wieku, rozbudowywany aż do wieku XVII. Podczas pierwszego oblężenia tureckiego w roku 1529 był miejscem schronienia okolicznej ludności. Zamek uległ znacznemu zniszczeniu podczas drugiego oblężenia tureckiego w roku 1683 oraz podczas II wojny światowej.

## Dzisiaj
Ruiny zamku są celem licznych pieszych (na zamek można dotrzeć tylko piechotą) wycieczek na obszarze Wienerwaldu. Z przebudowanej na potrzeby turystyczne wieży rozciąga się widok na Schneeberg oraz na Alpy. Istnieje też możliwość przenocowania na zamku.